# Dragan Kapčević
Dragan Kapčević (10. studenoga 1985.) je bosanskohercegovački nogometaš koji trenutačno igra kao napadač u švedskom klubu Östersunds FK.

## Karijera
Karijeru je započeo u HNK Rama iz općine Prozor-Rama, zatim je igrao za mostarski Zrinjski. Od 2006. godine igrao u Švedskoj, a prvi klub mu je bio Anundsjö IF. Godine 2007. odlazi na posudbu u Sollefteå GIF, prvo na posudbu, a 2009. i definitvno prelazi u Sollefteå odakle odlazi u prvoligaški Gefle IF. Za Gefle je debitirao u prvenstvu pogotkom u pobjedi svoje momčadi rezultatom 4:2. Početkom 2012. prelazi u švedskog drugoligaša IK Brage. Poslije igra za Husqvarnu i Östersunds.
Ima četiri starija brata od kojih se trojica bave nogometom.

## Vanjske poveznice
- Profil na transfermarkt.de